# Dolly zoom

Animacja przedstawiająca technikę Dolly Zoom.

Dolly zoom – sposób filmowania kamerą polegający na gwałtownej zmianie ogniskowej kamery i odległości od filmowanego przedmiotu/postaci powodujący zmianę perspektywy tła bez zmiany perspektywy pierwszego planu.

## Sposób realizacji
W filmach efekt jest osiągany zazwyczaj poprzez połączenie dwóch przeciwnych czynności: wydłużenia ogniskowej obiektywu ("przybliżanie obrazu" zoomem) wraz z jednoczesnym fizycznym oddaleniem kamery od filmowanego obiektu lub odwrotnie, tj. skrócenie ogniskowej obiektywu ("oddalenie obrazu") wraz z dojazdem kamery do obiektu.

## Inne nazwy
Ujęcie „dolly zoom” znane jest także jako:
- Triple Reverse Zoom
- Back Zoom Travelling
- „Smash Zoom” lub „Smash Shot”
- Vertigo zoom
- „Hitchcock zoom” lub „Vertigo effect” (efekt Vertigo)
- „Hitchcock shot” lub „Vertigo shot”
- „Jaws shot”
- „Zido”
- „Zolly”
- „Telescoping”
- „Contra-zoom” lub „Trombone shot”
- Push/pull
- The Trombone Effect
- Stretch shot
- Technicznie forward zoom/reverse tracking lub zoom in/dolly out
- Trans-trav

## Przykłady filmowe
Spielberg wykorzystał tę technikę w filmach E.T. oraz Indiana Jones i ostatnia krucjata. Efekt pojawił się także w teledysku „Michael Jackson’s Thriller” w momencie pojawienia się zombie. Efekt wykorzystano także w Powrocie żywych trupów, kiedy Tina pierwszy raz spotyka Tarmana. W 1988 Dwight H. Little ujęcie wykorzystano w horrorze Halloween 4: Powrót Michaela Myersa, w scenie na stacji benzynowej, kiedy dr Loomis (Donald Pleasence) spotyka Michaela Myersa (George P. Wilbur) w kuchni. Michael pozostaje tego samego rozmiaru, natomiast tło za nim wydaje się zmniejszać.
Stosunkowo powolne i o wiele bardziej subtelne ujęcie zostało nakręcone w filmie Martina Scorsese Chłopcy z ferajny, w scenie konwersacji pomiędzy Henrym Hillem (Ray Liotta) a Jamesem „Jimmym” Conwayem (Robert De Niro), podczas gdy obaj jedzą obiad.